# 材木石奉行
材木石奉行（ざいもくいしぶぎょう）は、江戸幕府における職名の1つ。材木蔵の管理や、土木作業で必要とされる材木・石の切取・買付・運送などの供給に携わった。御目見以上の者が就任、焼火間（たきびのま）詰、布衣以下で、持高勤、役高200石、役料は100俵。定員は3名だが、4名いた時期もあった。

## 沿革
正保4年（1647年）に設置された石奉行と材木奉行がその前身で、元禄2年（1689年）閏正月3日に材木奉行2名と石奉行3名が職務上の問題で罷免された際に材木奉行が両奉行の職務を兼務することとなり、名称もその時に変更された。
当初は作事奉行配下だったが、享保2年（1717年）2月に若年寄支配となる。

## 配下
材木石奉行手代（ざいもくいしぶぎょうてだい）
奉行の命を受けて庶務を行なった、奉行の下役。30俵2人扶持で、御目見以下の抱席。
平役の手代の他、元〆役・元〆助・御雇手代もいた。元〆役は35俵3人扶持、元〆助は手当金2両、御雇手代は5人扶持。定員は寛政5年（1793年）の規定では元〆役2人、平役手代8人、元〆助1人、御雇手代5人となっている。平役と差別化するため、同年正月に元〆役は5俵1人扶持加増されて35俵3人扶持となったが、同時に定員が2名削減されている。
材木石奉行同心（ざいもくいしぶぎょうどうしん）
材木石奉行配下の同心。15俵1人扶持、抱席で御目見以下。平役の他に組頭と御雇同心がいた。組頭は20俵1人扶持、御雇同心は1人扶持。
人員は、寛政5年（1793年）の規定では、同心組頭3名、同心33名、御雇同心6名。組頭の役扶持が5俵加増されて20俵1人扶持になったのは同年正月のことで、この時、同心は2名削減されている。
材木方改役（ざいもくかたあらためやく）
材木石奉行の配下で、材木や石の品質や価格を改めることを職務とした。定員は1名。寛政2年（1790年）9月19日に前身である材木改方仮役が設置された後、寛政5年（1793年）正月25日に改役が正式に設置される。
被官格、御目見以下、持高勤で、20俵3人扶持。なお、材木改方仮役は定員5名で5人扶持が支給された。
材木方改役下役（ざいもくかたあらためやくしたやく）
材木方改役の下役にあたる役職で、材木方同心が兼務。寛政5年（1793年）正月25日に設置。15俵3人扶持で譜代准席、御目見以下ただし、30俵2人扶持、抱席で定員1名という記録もある。